# Milestones (banda)
Milestones, o también conocidos como The Milestones, fue una banda austriaca de rock, mayormente conocida por su participación en el Festival de la Canción de Eurovisión 1972.

## Comienzos
Su álbum debut homónimo fue lanzado en 1970. En 1972, Unterwger y Tinsobin dejaron la banda y fueron reemplazados por Norbert Niedermeyer y Christian Kolonovits.

## Eurovisión 1972
En 1972, Milestones fueron seleccionados internamente por la radiofusora austriaca Österreichischer Rundfunk (ORF) para representar a su país en el Festival de Eurovisión con la canción "Falter im Wind" ("Mariposa en el viento"), una contemporánea y atípica canción para Eurovisión en ese tiempo. En el festival, celebrado en la ciudad de Edimburgo, Reino Unido, la canción resultó inesperadamente muy popular para los miembros del jurado, hasta que finalmente, alcanzó el 5° lugar con 100 puntos. Hasta la fecha, es una de las participaciones más exitosas de Austria en el festival.

## Después de Eurovisión
El segundo álbum de la banda, Emigration, fue lanzado en 1973. Ellos se separaron en 1975; Neundlinger y Grosslercher se unieron al grupo Schmetterlinge, con quienes participaron nuevamente participar en Eurovisión en 1977, mientras que Niedermeyer se integró a Springtime con quienes participó en 1978 en dicho festival. Kolonovits se convirtió en productor musical.

## Discografía
Sencillos
- 1969: "Einmal"
- 1970: "An diesem Freitag"
- 1971: "Paul"
- 1971: "20 Uhr 02"
- 1972: "Falter im Wind"
- 1973: "Apfelbaum"
- 1974: "Schade"

Álbumes de estudio
- 1970: Milestones
- 1973: Emigration[2]